# 遲小秋
遲小秋（1965年10月—），原名遲淑新，遼寧阜新人，中國京劇表演藝術家，一級演員，工旦角，程派藝術傳人。

## 生平
1977年入遼寧阜新戲校學戲，1981年畢業，由地方領導安排至上海，跟隨程派嫡傳弟子王吟秋學戲。1983年承師王吟秋，改名“遲小秋”，1984年時19歲，首次登上北京長安大戲院，以劇目《鎖麟囊》榮獲中國戲劇界最高獎項“梅花獎”。
2005年調入北京京劇院，現今京劇程派藝術的領軍人物。後由北京京劇院所主辦的「程硯千秋——遲小秋專場」以此紀念「四大名旦」之一的程硯秋誕辰110周年。

## 代表劇目
- 《鎖麟囊》[3]
- 《竇娥冤》
- 《荒山淚》
- 《孔雀東南飛》
- 《賀后罵殿》
- 《碧玉簪》
- 《春閨夢》
- 《青霜劍》
- 《四郎探母》
- 《玉堂春》
- 《鴛鴦塚》
- 《武家坡·大登殿》
- 《审头刺汤》

- 《三娘教子》
- 《文姬歸漢》
- 《紅鬃烈馬》

## 新編京劇
- 《宋家姐妹》
- 《胡笳》
- 《梁山伯与祝英台》

## 獲獎
- 1984年榮獲第二屆中國戲劇梅花獎。
- 1989年榮獲遼寧省首屆藝術節優秀表演獎。
- 1992年榮獲全國京劇青年團隊新劇目調演優秀表演獎。
- 1993年榮獲“梅蘭芳金獎提名獎”第一名。
- 1997年榮獲中國文化部第七屆文華獎。[3]
- 2011年獲得美國林肯藝術中心所頒贈的“終身藝術成就獎”。[4]

## 外部連結
- 中囯曲谱网-遲小秋演唱的曲谱  （页面存档备份，存于）
- 迟心不改-迟小秋粉丝团的微博_微博 （页面存档备份，存于）